# Scaramouche (Paramaribo)
Scaramouche (vertaald schermutseling) was een schermvereniging in Suriname in de jaren 1960 en 1970. Het was de eerste burgerschermvereniging van het land.

## Geschiedenis
De vereniging was in 1965 nog niet ingeschreven, toen Max Brugman sr. in als beroepsmilitair naar Suriname kwam en zich in april bij de vereniging aansloot. Er was een tekort aan schermmateriaal en het ontbrak nog aan een vaste schermlocatie. Brugman stuurde daarom een maand later een verzoek aan de commandant van de Troepenmacht in Suriname. Die zegde de groep enige tijd later het gebruik van materiaal toe, en als locatie mocht op het Prins Bernhard Kampement (nu Memre Boekoe-kazerne) worden geschermd.
Vervolgens werd de club op 27 augustus 1965 officieel opgericht. Hiermee was het de eerste burgerschermvereniging van Suriname. Het doel van de vereniging was om het schermen in Suriname te bevorderen. Daarvoor organiseerde het allerlei activiteiten, zoals demonstraties op scholen. Ook werden terugkerend wedstrijden georganiseerd, zoals in februari 1968 met een floret door de dames en met een sabel door de heren. Daarnaast waren er wedstrijden voor jongeren, onder wie de zoon van de schermpromotor, Max Brugman jr., en werden de eerste landskampioenschappen georganiseerd. De eerste drie winnende dames en heren promoveerden naar de hoofdklasse. De andere schermers bleven achter in de eerste klasse.
In 1968 was het aantal leden gegroeid tot ongeveer honderd. In maart van dat jaar keerde Brugman terug naar Nederland. Tijdens de Nationale Sportweek van 1969 was Scaramouche nog aanwezig met schermdemonstraties in de Sporthal. Met het vertrek van Brugman als drijvende kracht achter de schermsport, liep ook de animo voor de sport in Suriname terug. Rond 1975 hield Scaramouche op te bestaan.